# История почты и почтовых марок Йемена
История почты и почтовых марок Йемена, государства на Аравийском полуострове Юго-западной Азии со столицей в Сане, условно охватывает этапы развития почтовой связи во времена Османской империи, монархии и республики. Йемен является членом Всемирного почтового союза (ВПС; с 1930), и его официальным почтовым оператором выступает «Общая корпорация почтовых и почтово-сберегательных услуг» (General Corporation for Post and Postal Saving).

## Развитие почты

### Ранний период
Первая почта в Йемене была составной часть почтовой службы Османской империи. После ухода турок-османов из Йемена, насколько известно, официальной почтовой связи там не было до выпуска первых йеменских почтовых марок в 1926 году.

### Йеменская Арабская Республика
В Йеменской Арабской Республике почтовая связь, наряду с телеграфной, телефонной и радиосвязью, находилась в ведении министерства коммуникаций. Почтовая связь была развита слабо. К 1971 году почтовые отделения имелись в городах Сана, Ходейда, Таизз, а также в административных центрах провинций (лив) и районов (кад). Пересылку почтовых отправлений внутри страны осуществляли уполномоченные министерства коммуникаций, а транспортировкой почты по автодорогам Сана-Ходейда и Сана-Таизз ведала Йеменская компания сухопутных перевозок. Во многих районах отсутствовали почтовые отделения. Корреспонденция в такие места попадала только с «оказией».
Вплоть до конца 1960-х годов пересылка внешних почтовых отправлений осуществлялась преимущественно через Аден, куда дважды в неделю из Таизза уходили автомашины с почтой, но затем большую часть внешних почтовых перевозок стали производить по воздуху самолёты йеменской и других авиакомпаний.

### Народная Демократическая Республика Йемен
В 1839 году в районе Адена Кратере открылось первое почтовое отделение. При английских колонизаторах почтовая связь в Южном Йемене была ограничена рамками Адена, в котором располагалась подавляющая часть их военнослужащих и чиновников. На момент обретения независимости в южной части Аравийского полуострова работали 29 почтовых отделений и 13 почтовых агентств, причём почтовой связью не была охвачена большая часть территории Южного Йемена.
В результате предпринятых правительством НДРЙ конкретных мер по совершенствованию почтовой связи к началу 1974 года там функционировали уже 42 почтовых отделения и 18 почтовых агентств. Возрос и объём почтовых операций: от 7,5 млн письменных отправлений в 1969 году до 9 млн в 1974 году. Общая сумма денежных переводов (внутренних и международных) в 1972 году равнялась 18 тысячам динаров.

### Йеменская Республика
В 1990 году после объединения Народной Демократической Республики Йемен и Йеменской Арабской Республики образовалась Йеменская Республика.
В наши дни в Йемене функционирует современная почтовая связь с рядом услуг, предоставляемых «Общей корпорацией почтовых и почтово-сберегательных услуг» (General Corporation for Post and Postal Saving).

## Выпуски почтовых марок

### Первые марки
Йемен выпустил первые почтовые марки в 1926 году. Для пересылки почтовых отправлений за границу требовалось дополнительно наклеивать почтовые марки страны, являющейся участницей Всемирного почтового союза, поскольку Йемен вступил в ВПС только 1 января 1930 года. Международная корреспонденция часто направлялась через расположенный на йеменском побережье город Аден, контролируемый в тот период Великобританией. На неё дополнительно наклеивались используемые в Адене почтовые марки Британской Индии и ставился оттиск почтового штемпеля ADEN CAMP. После вступления в ВПС Йемен эмитировал новую серию стандартных марок в соответствии с правилами ВПС.

## Почтовые штемпели Йемена пост-османского периода
После ухода Османской империи в Йемене не осталось почтовой связи или, по крайней мере, не сохранилось никаких свидетельств функционирования таковой до первого выпуска почтовых марок в 1926 году. У C&W и A&P, в основном, рассматриваются почтовые штемпели османского периода и немецкие. В других источниках описаны некоторые штемпели, выполненные способом инталия (intaglio cancels), однако временные штемпели, выполненные из подручных средств, остаются неизученными.

## Доставка почты нарочными в 1918—1926 годах
Почтовые отправления, нефранкированные и доставленные частным образом в этот период (1918—1926 годы), редки: они обычно приписываются имаму Яхье, который содержал королевскую курьерскую почту для конфиденциальной доставки собственной корреспонденции, или его близким родственникам. Они были адресованы разным представителям, как правило, британского, государства.

## Ранние печати инталия 1926—1930 годов
Изготовленные на месте способом инталия (то есть вырезанное на камне или металле углублённое изображение) штемпели применялись для гашения внутренней корреспонденции, франкированной йеменскими почтовыми марками первого выпуска 1926 года. Все марки первого выпуска погашены такими штемпелями. Не установлено случаев использования ни османских, ни германских двуязычных почтовых штемпелей в качестве основного гашения почтовых миниатюр первого выпуска. Диаметр штемпелей инталия на марках первого выпуска варьируется от 20 до 31 мм. Штемпели меньшего размера и более грубые проявляют тенденцию более раннего использования, и наоборот. Не найдено ни одной марки, погашенной более поздними штемпелями инталия диаметром 35 мм. Макдоналд (McDonald) утверждает, что более 99 % из изученных им многих сотен почтовых отправлений погашены почтовыми штемпелями либо Саны, либо Ходейды, тогда как потенциально насчитывалось 30 почтовых отделений, где мог применяться штемпель гашения, поскольку именно такое их число было указано в перечне, представленном в ВПС в заявлении Йемена о вступлении в эту организацию в 1930 году.

## Печатные издания
Почтовые отправления за границу требовали оплаты дополнительного почтового сбора, поскольку Йемен ещё не входил в состав ВПС. Печатные издания, например газета «Умм аль-Кура» (Umm al Qura) и официальный печатный орган «Аль-Иман» (Al Iman), пересылаемые за границу в такие города, как Каир, Дамаск и Бейрут, дополнительно франкировались наклеиваемыми марками номиналом в одну анна, хотя встречаются и без дополнительной франкировки. Сирийцы работали в Йемене на государственной службе.

## Письма в Италию и в итальянскую колонию Эритрею
Почта в Италию появилась после подписания договора о торговле и коммерции с Италией и прибытия в Йемен итальянцев, среди которых были и врачи.